# Capture du drapeau
Pour les articles homonymes, voir CTF.

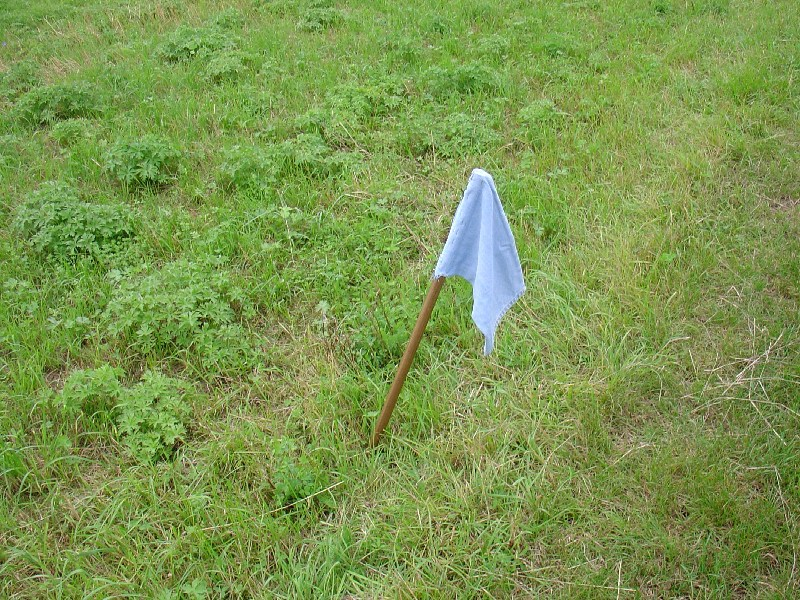
Un drapeau utilisé pour le jeu.

La capture du drapeau ou « capturez le drapeau » (souvent abrégé en CTF pour Capture the Flag), est un mode de jeu par équipe, traditionnellement joué en plein air où l'objectif est de capturer le drapeau (ou un autre objet) d'une équipe adverse — localisé dans la « base » ennemie — et de le ramener dans sa base.
Ce type de jeu a été adapté dans divers domaines, comme le paintball ou l'airsoft mais également dans les jeux vidéo, dans lesquels il est très populaire (notamment lors de parties multijoueur sur des jeux de tir à la première personne ou FPS), ainsi qu'en cybersécurité.
Il existe de nombreuses variations de ce jeu, tant au niveau des règles que du sort réservé aux joueurs qui se font rattraper avec le drapeau avant d'avoir pu regagner leur base, certaines règles incluant une « prison » par exemple.

## Dans le jeu en plein air

### Variantes traditionnelles
Dans une version de ce jeu, les joueurs sont divisés en deux équipes : par exemple une bleue et une rouge. Chaque équipe dispose d'un morceau de terrain, d'un emplacement pour le drapeau et d'une prison. Il faut ainsi capturer le drapeau adverse sans se faire attraper, tout en défendant son terrain.
Les joueurs ne peuvent pas attraper des ennemis dans leur camp. Si un joueur se fait attraper, il va dans la prison adverse. Pour se faire libérer, il faut qu'un coéquipier le touche dans la prison.

### Variante en jeu urbain
La « capture du drapeau » fait partie des jeux qui ont récemment fait leur retour parmi les adultes dans le cadre de la tendance des jeux urbains (dits jeux pervasifs).
Le jeu se joue dans les rues de la ville et les joueurs utilisent un téléphone portable pour communiquer. Les nouvelles sur ces jeux se propagent de manière virale à travers l'utilisation de blogs et de listes de diffusion. Ce type de CTF a été joué dans des villes partout en Amérique du Nord. Un exemple de longue durée s'est produit sur le Northrop Mall (en) de l'Université du Minnesota les vendredi, avec une fréquentation typique allant de 50 à plusieurs centaines de personnes.

## Dans le jeu vidéo

### Jeux à la première personne
Le mode de jeu « Capture du drapeau » (Capture the Flag ou CTF) est très souvent présent dans les jeux de tir à la première personne tels que Combat Arms, Call of Duty, Battlefield, Quake III Arena, Halo ou encore Team Fortress 2, pour n'en citer que quelques-uns. Mais des variantes de CTF peuvent aussi être trouvées dans des jeux de sport, comme c'est le cas dans Tony Hawk's Pro Skater.
Habituellement, le nombre de drapeaux capturés par chaque équipe fait office de score, à l'image des tirs au but comptabilisés lors des rencontres de football ou autres sports collectifs.
Ce type de jeu est souvent représenté au sein d'épreuves d'e-sport.

### Variante
À deux équipes, la variante à un drapeau (« 1 Flag CTF ») consiste pour chaque équipe à contester à l'équipe adverse un unique drapeau et à le ramener dans son camp.

## En sécurité de l'information

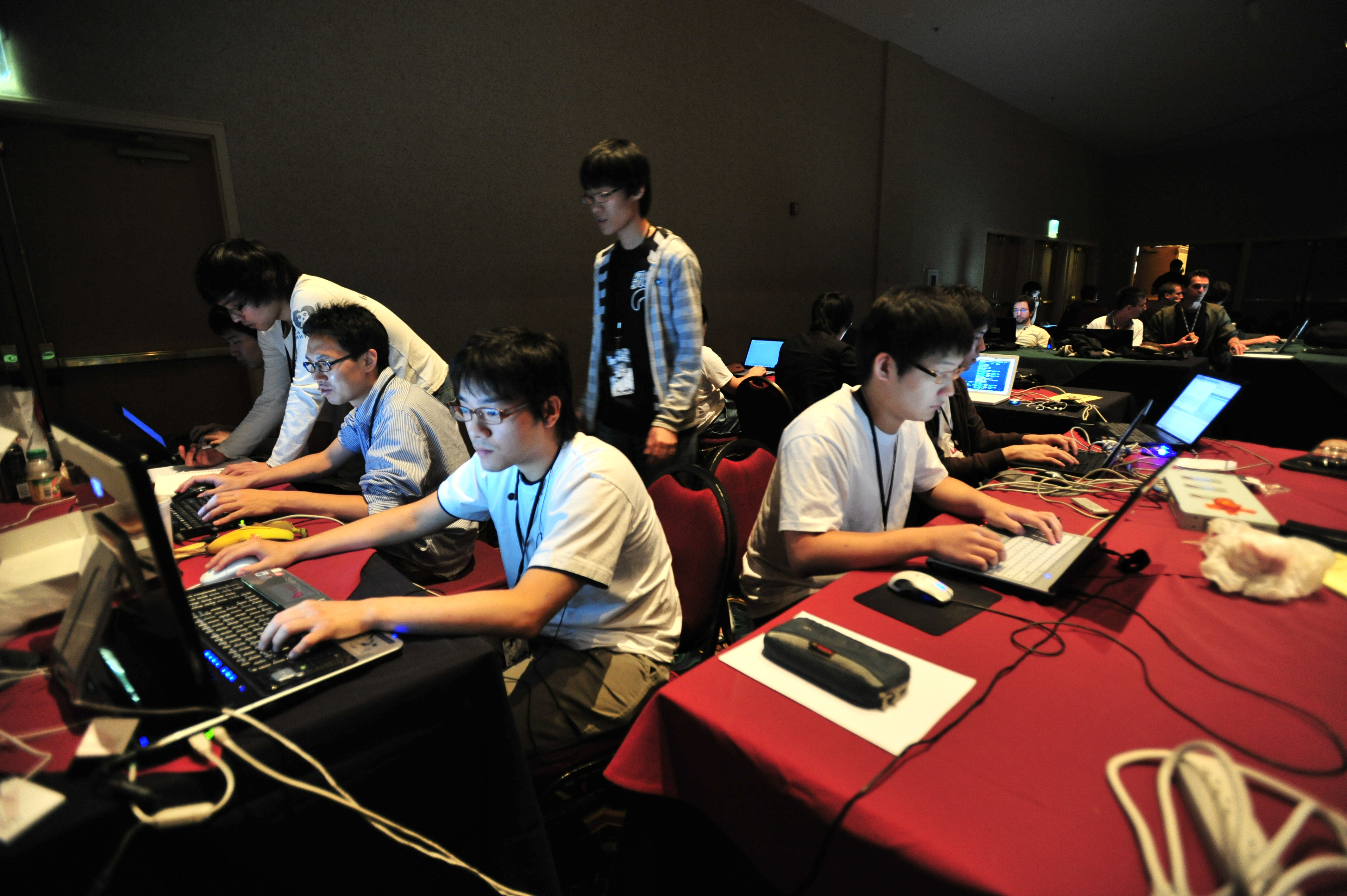
Une équipe en train de concourir lors d'une compétition de CTF à la DEF CON 17 à Las Vegas (2009).

Dans le domaine de la sécurité informatique, la « capture du drapeau » est un jeu consistant à exploiter des vulnérabilités affectant des logiciels de manière à s'introduire sur des ordinateurs pour récupérer les drapeaux, preuves de l'intrusion.
Deux des plus importantes CTF d'attaques/défenses ont lieu chaque année à la DEF CON, la plus grande conférence de hackers et le NYU-CSAW (Cyber Security Awareness Week), le plus grand concours de cybersécurité étudiant,,.